# Пурга, Хейди
Хейди Пурга (эст. Heidy Purga; род. 18 марта 1975, Тарту) — эстонский журналист, политический и государственный деятель. Министр культуры Эстонии с 17 апреля 2023 года. В прошлом — депутат Рийгикогу XIII и XIV созывов. Член Партии реформ.

## Биография
Родилась 18 марта 1975 года.
В 1994 году окончила среднюю школу в городе Элва. В школьные годы занималась биатлоном. В 1994—1996 гг. училась в Таллинском педагогическом университете на специальности «режиссура». В 2002 году окончила канадский Университет Конкордия по специальности «электронные медиа».
В 1995—1997 гг. работала ведущей и редактором Эстонской национальной телерадиовещательной корпорации (ERR), в 1997—2002 гг. — на телеканале TV3, в 2002—2004 гг. — на радио Raadio 2, входящем в корпорацию ERR. В 2004—2013 гг. — главный редактор радио Raadio 2. В 2008—2015 гг. — главный продюсер конкурса Eesti Laul, заменившего конкурс Eurolaul для участия в «Евровидении». В 2007—2008 гг. — вместе с Рейном Раннапом и Михкелем Раудом судья на музыкальном шоу талантов Eesti otsib superstaari (аналог российского «Народного артиста»). В 2014—2015 гг. — советник правления корпорации ERR.
В 2014 году она вступила в Партию реформ.
По результатам парламентских выборов 2015 года избрана депутатом Рийгикогу XIII созыва в избирательном округе № 1. Переизбрана на выборах 2019 года депутатом Рийгикогу XIV созыва.  Переизбрана на выборах 2023 года  в избирательном округе № 2 (районы Кесклинн, Ласнамяэ, Пирита Таллина).
С 2017 года — депутат городского собрания Таллина.
17 апреля 2023 года назначена министром культуры в правительстве под руководством премьер-министра Каи Каллас. Сохранила пост в следующем правительстве под руководством премьер-министра Кристена Михала, приведённом к присяге 23 июля 2024 года.

## Личная жизнь
Состоит в гражданском браке с Яанусом Рохумаа (род. 1969), у неё есть сын Виллиам (Villiam Rohumaa; род. 2012).
Увлекается музыкой.